# سانتياغو موراندي
سانتياغو موراندي (بالإسبانية: Santiago Morandi)‏ هو لاعب كرة قدم أوروغواياني في مركز حراسة المرمى، ولد في 6 أبريل 1984 في مونتيفيديو في الأوروغواي. لعب مع سنترال إسبانيول وميونيسيبال.

## وصلات خارجية
- سانتياغو موراندي على موقع قاعدة بيانات كرة القدم.إي يو (الإنجليزية)
- سانتياغو موراندي على موقع Soccerway.com (الإنجليزية)